# Pływanie na Letnich Igrzyskach Olimpijskich 1908 – 100 m stylem grzbietowym mężczyzn
Konkurencja pływacka 100 metrów stylem grzbietowym na Letnich Igrzyskach Olimpijskich 1908 w Londynie odbyła się w dniach 16–17 lipca 1908. Zgłoszonych zostało 31 zawodników, jednak ostatecznie wystartowało 21 pływaków z 11 państw.

## Wyniki

### Runda 1
Wyścigi eliminacyjne odbyły się 16 lipca 1908 o godzinie 17:00. Do półfinału awansowali zwycięzcy wyścigów (Q) i najszybszy zawodnik z drugiego miejsca (q).

#### Wyścig 1
| Miejsce | Zawodnik         | Kraj            | Wynik  | Uwagi |
| ------- | ---------------- | --------------- | ------ | ----- |
| 1.      | Arno Bieberstein | Niemcy          | 1:25,6 | Q,    |
| 2.      | Frederick Unwin  | Wielka Brytania | 1:30,0 |       |
| 3.      | Hugo Jonsson     | Finlandia       |        |       |
| –       | József Ónody     | Węgry           |        | DNS   |
| –       | Axel Persson     | Szwecja         |        | DNS   |

#### Wyścig 2
| Miejsce | Zawodnik        | Kraj              | Wynik  | Uwagi |
| ------- | --------------- | ----------------- | ------ | ----- |
| 1.      | Max Ritter      | Niemcy            | 1:33,4 | Q     |
| 2.      | Sidney Willis   | Wielka Brytania   | 1:34,4 |       |
| 3.      | John Henriksson | Finlandia         |        |       |
| –       | Sándor Ember    | Węgry             |        | DNS   |
| –       | Al Gosnell      | Stany Zjednoczone |        | DNS   |

#### Wyścig 3
| Miejsce | Zawodnik                 | Kraj            | Wynik  | Uwagi |
| ------- | ------------------------ | --------------- | ------ | ----- |
| 1.      | Colin Lewis              | Wielka Brytania | 1:30,2 | Q     |
| 2.      | Bartholomeus Roodenburch | Holandia        | 1:36,0 |       |
| 3.      | Robert Zimmerman         | Kanada          |        |       |
| –       | Walter Brack             | Niemcy          |        | DNS   |
| –       | Sándor Ádám              | Węgry           |        | DNS   |

#### Wyścig 4
| Miejsce | Zawodnik          | Kraj            | Wynik  | Uwagi |
| ------- | ----------------- | --------------- | ------ | ----- |
| 1.      | Herbert Haresnape | Wielka Brytania | 1:26,2 | Q     |
| 2.      | Ludvig Dam        | Dania           | 1:26,4 | q     |
| 3.      | Amilcare Beretta  | Włochy          |        |       |
| –       | Károly Fülöp      | Węgry           |        | DNS   |

#### Wyścig 5
Parvin nie miał przeciwnika w swoim biegu.
| Miejsce | Zawodnik         | Kraj            | Wynik  | Uwagi |
| ------- | ---------------- | --------------- | ------ | ----- |
| 1.      | Stanley Parvin   | Wielka Brytania | 1:35,2 | Q     |
| –       | Edward Cooke     | Australazja     |        | DNS   |
| –       | Franz Kellner    | Austria         |        | DNS   |
| –       | Herman Cederberg | Finlandia       |        | DNS   |

#### Wyścig 6
| Miejsce | Zawodnik           | Kraj              | Wynik  | Uwagi |
| ------- | ------------------ | ----------------- | ------ | ----- |
| 1.      | John Taylor        | Wielka Brytania   | 1:25,8 | Q     |
| 2.      | Augustus Goessling | Stany Zjednoczone | 1:29,0 |       |
| 3.      | Gustaf Wretman     | Szwecja           |        |       |
| –       | Oscar Grégoire     | Belgia            |        | DNF   |

#### Wyścig 7
| Miejsce | Zawodnik        | Kraj            | Wynik    | Uwagi |
| ------- | --------------- | --------------- | -------- | ----- |
| 1.      | Gustav Aurich   | Niemcy          | 1:27,4   | Q     |
| 2.      | Johan Cortlever | Holandia        |          |       |
| 3.      | Eric Seaward    | Wielka Brytania |          |       |
| –       | Sándor Kugler   | Węgry           | (1:27,0) | DSQ   |

### Półfinały
Półfinały odbyły się 17 lipca 1908 o godzinie 14:30. Dwóch najszybszych zawodników awansowało do finału (Q).

#### Półfinał 1
| Miejsce | Zawodnik         | Kraj            | Wynik  | Uwagi       |
| ------- | ---------------- | --------------- | ------ | ----------- |
| 1.      | Arno Bieberstein | Niemcy          | 1:25,6 | Q, =        |
| 2.      | Ludvig Dam       | Dania           |        | Q, 1y za 1. |
| 3.      | Max Ritter       | Niemcy          |        | 6y za 1.    |
| 4.      | Stanley Parvin   | Wielka Brytania |        |             |

#### Półfinał 2
| Miejsce | Zawodnik          | Kraj            | Wynik  | Uwagi |
| ------- | ----------------- | --------------- | ------ | ----- |
| 1.      | Gustav Aurich     | Niemcy          | 1:28,2 | Q     |
| 2.      | Herbert Haresnape | Wielka Brytania | 1:28,8 | Q     |
| 3.      | John Taylor       | Wielka Brytania |        |       |
| 4.      | Colin Lewis       | Wielka Brytania |        |       |

### Finał
Finał odbył się 17 lipca 1908 o godzinie 17:00. Arno Bieberstein prowadził od startu do mety, a do około 70 metra drugie miejsce zajmował Herbert Haresnape, kiedy to wyprzedził go Ludvig Dam.
| Miejsce | Zawodnik          | Kraj            | Wynik  | Uwagi |
| ------- | ----------------- | --------------- | ------ | ----- |
| złoto   | Arno Bieberstein  | Niemcy          | 1:24,6 | WR    |
| srebro  | Ludvig Dam        | Dania           | 1:26,6 |       |
| brąz    | Herbert Haresnape | Wielka Brytania | 1:27,0 |       |
| 4.      | Gustav Aurich     | Niemcy          |        |       |